# Honor Rumble
El Honor Rumble es un battle royal de lucha libre profesional celebrado por la promoción de lucha libre profesional Ring of Honor.

## Honor Rumble Match
Esta batalla real difiere de una versión estándar del combate en que los participantes no comienzan todos en el ring al mismo tiempo, sino que ingresan la pala a intervalos cronometrados en orden de sus números de entrada asignados (comparables en estilo a los de la WWE Royal Rumble). Por lo general, los números se extraen a través de una lotería que generalmente se realiza justo antes de que comience el evento, aunque los participantes también pueden ganar lugares deseables a través de otros medios, el más común es ganar a lucha.

### Recompensas por ganar
El combate comienza con los dos luchadores que han sorteado los números de entrada uno y dos, y los luchadores restantes ingresan al ring a intervalos regulares (generalmente 90 segundos o dos minutos) en orden ascendente de sus números de entrada. El ganador del Honor Rumble recibe la oportunidad de luchar por el Campeonato Mundial de ROH. El primer Honor Rumble tuvo lugar el 26 de julio de 2008 en ROH New Horizons.

## Ganadores
| Año  | Ganador                                   | # |
| ---- | ----------------------------------------- | - |
| 2008 | Ruckus                                    | 1 |
| 2009 | The Briscoes (Jay Briscoe & Mark Briscoe) | 1 |
| 2011 | Jay Lethal                                | 1 |
| 2013 | Mark Briscoe                              | 2 |
| 2014 | Michael Bennett                           | 1 |
| 2016 | Silas Young                               | 1 |
| 2017 | Frankie Kazarian                          | 1 |
| 2019 | Kenny King                                | 1 |
| 2021 | Alex Zayne                                | 1 |

## Fechas y lugares
| Evento                      | Fecha                    | Ciudad                        | Lugar                               |
| --------------------------- | ------------------------ | ----------------------------- | ----------------------------------- |
| ROH New Horizons            | 26 de julio de 2008      | Detroit, Michigan             | Michigan State Fairgrounds Coliseum |
| ROH on HDNet                | 15 de agosto de 2009     | Philadelphia Pennsylvania     | The Arena                           |
| ROH Southern Defiance       | 3 de diciembre de 2011   | Spartanburg, Carolina del Sur | Spartanburg Memorial Auditorium     |
| ROH A New Dawn              | 28 de septiembre de 2013 | Hopkins, Minnesota            | Hopkins Eisenhower Community Center |
| Ring of Honor Wrestling     | 11 de octubre de 2014    | Wheeling, Virginia Occidental | WesBanco Arena                      |
| ROH: Reloaded Tour          | 16 de septiembre de 2016 | Lockport, Nueva York          | Kenan Center                        |
| Ring of Honor Wrestling     | 26 de agosto de 2017     | Atlanta, Georgia              | Center Stage                        |
| G1 Supercard                | 6 de abril de 2019       | Nueva York                    | Madison Square Garden               |
| Death Before Dishonor XVIII | 12 de septiembre de 2021 | Filadelfia, Pensilvania       | 2300 Arena                          |